# Nižnij Tagil
Nižnij Tagil (in russo Нижний Тагил?, anche traslitterato come Nizhny Tagil; in russo significa "Basso Tagil", in riferimento al fiume che la attraversa) è una città della Russia, situata nella regione degli Urali nell'oblast' di Sverdlovsk; sorge sul fiume Tagil, che le dà il nome, 150 km a nordovest del capoluogo Ekaterinburg.

## Storia
Le origini della città risalgono al 1722, fondata come insediamento minerario per lo sfruttamento degli abbondanti giacimenti di minerali di ferro; ancora al giorno d'oggi, Nižnij Tagil è soprattutto un centro industriale, con importanti stabilimenti operanti nei campi siderurgico, chimico, metallurgico. 
In particolare a Nižnij Tagil nel 1941 venne concentrata nella gigantesca fabbrica Uralvagonzavod, per decisione di Iosif Stalin, la produzione in massa del carro armato T-34 che ebbe un ruolo decisivo nella vittoria dell'Armata Rossa nella seconda guerra mondiale. Dopo la guerra la Uralvagonzavod è rimasta la più grande fabbrica di mezzi corazzati del mondo e durante la guerra fredda produsse decine di migliaia di carri armati T-54, T-62 e T-72 per l'Esercito sovietico. Attualmente produce i carri T-90 e T-14 per l'Esercito russo.

## Società

### Evoluzione demografica
Fonte: mojgorod.ru
- 1897: 30.000
- 1926: 38.800
- 1939: 160.000
- 1959: 338.000
- 1979: 398.100
- 1989: 439.500
- 2007: 377.500

## Amministrazione

### Gemellaggi
- Kryvyj Rih
- Cheb gemellaggio terminato a seguito dell'Invasione russa dell'Ucraina del 2022)[1]
- Novokuzneck
- Brėst
- Chattanooga
- Františkovy Lázně
- Mariánské Lázně gemellaggio terminato a seguito dell'Invasione russa dell'Ucraina del 2022)[2]